# Johannes VIII. (Papst)

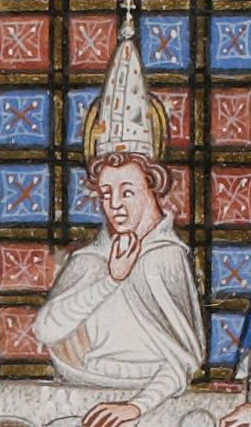
Johannes VIII., Bild aus dem 14. Jahrhundert

Johannes VIII. (* vor 852 in Rom; † 16. Dezember 882 ebenda) war vom 14. Dezember 872 bis zu seinem Tod römisch-katholischer Papst.

## Leben und Wirken

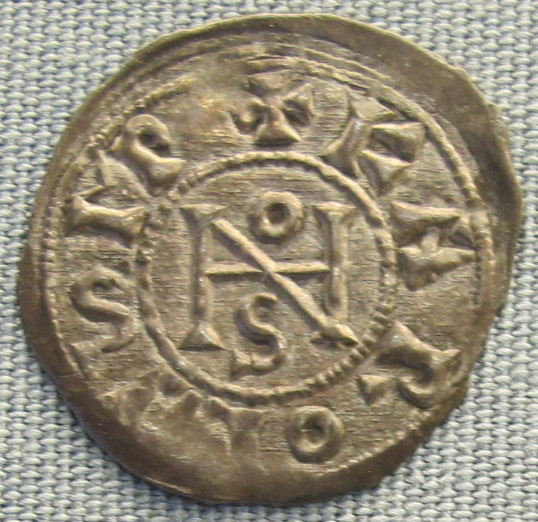
Unter Johannes geprägte Münze

Johannes stammte aus Rom, war Sohn eines gewissen Gundo und wurde 852 Archidiakon. Am 14. Dezember 872 wurde er auf den Stuhl Petri gewählt. Als Papst bemühte er sich, nach dem Zerfall des Frankenreiches in Italien die päpstliche Vorherrschaft zu erhalten und das Land gegen die Sarazenen zu verteidigen. 875 krönte er den westfränkischen König Karl den Kahlen zum Kaiser. Ebenso krönte er 881 dessen Nachfolger, den ostfränkischen König Karl III. den Dicken.
Karl der Kahle erreichte beim Papst die Einsetzung des Erzbischofs Ansegis von Sens zum päpstlichen Vikar für das gesamte Frankenreich. Er erneuerte zwar die überkommenen Kaiserpacta, bot Johannes jedoch keine weitere Unterstützung. Dieser exkommunizierte 876 innerrömische Gegner um den späteren Papst Formosus (891–896).
Nach Karls gescheitertem zweiten Italienzug und nach seinem Tod geriet Johannes in die Gefangenschaft der Herzöge Lambert von Spoleto und Adalbert von Tuszien. Diese traten in Rom im Namen des ostfränkischen Königs Karlmann auf. Johannes jedoch gelang die Flucht ins Westfrankenreich, wo er eine Synode in Troyes abhielt. Den westfränkischen König Ludwig den Stammler konnte er jedoch nicht zu einer Intervention in Italien bewegen. Nun zog Karl III. nach Italien. Er wurde Anfang 880 von Johannes in Pavia zum König von Italien gesalbt. Im Februar 881 krönte ihn Johannes in Rom zum Kaiser.
Mit Erzbischof Ansbert von Mailand gestaltete sich die Zusammenarbeit zunächst positiv. Ansbert unterstützte den Kandidaten des Papstes, nämlich Karl den Kahlen gegen die Karolinger des Ostfrankenreiches. Vor diesem Hintergrund erhielt die Überführung des Leichnams Ludwigs II. im Jahr 875 eine höchst politische Dimension. Ansbert reiste persönlich nach Brescia und geleitete den Toten nach Mailand. Dort wurde er am 19. August feierlich beigesetzt, und zwar ostentativ neben den Königen von Italien, nämlich Pippin und Bernhard. Damit wurde der Erzbischof nicht nur zum Wächter der langobardischen Krone, sondern auch der italischen Könige. Da die Kaiserkrone damit in Zusammenhang stand, konnte man ihn auch als Wächter über diese (noch immer karolingische) Krone betrachten. Bei der Kaiserkrönung am 25. Dezember 875 war Ansbert der einflussreichste Mann in Italien.
Der Papst hatte am 1. August 877 auf der Ravennater Synode die Übertragung des Kaisertums an Karl bestätigt. Er war ihm bis Vercelli entgegengereist. Doch auf die Nachricht, Karlmann von Bayern rücke mit einem Heer heran, hatten sie nach Tortona ausweichen müssen, wo der Papst die Kaiserin Richildis weihte. Da die westfränkischen Großen weitere Hilfe verweigerten, blieb Karl nichts übrig, als den Papst nach Rom zu entlassen und Italien zu verlassen; kurz danach starb er. Das Verhältnis zwischen Ansbert und Johannes blieb äußerst gespannt, weil der Papst die westfränkischen Kandidaten unterstützte, Ansbert hingegen die ostfränkischen. 877 kam es zum Konflikt, als Ansbert Karlmann, den Sohn Ludwigs II., bei seiner Kandidatur zum König von Italien unterstützte. Am 1. Mai 879 wurde Ansbert zusammen mit einer Reihe seiner Suffragane exkommuniziert, am 12. Oktober erklärte der Papst auf einem Konzil in Rom Ansbert gar für abgesetzt. Im Jahr 880 versöhnten sich die beiden Kleriker in Ravenna, zumal die Ursache ihres Konfliktes obsolet geworden war.
Johannes übernahm von seinen Vorgängern den Konflikt mit Photios I., dem Patriarchen von Konstantinopel, mit dem die Westkirche seit Nikolaus I. im Streit lag.  Das Vierte Konzil von Konstantinopel (869/870) hatte Photios exkommuniziert. Johannes hob die Beschlüsse dieses Konzils auf (JE 3273 und 3276) und erreichte auf dem Konzil von Konstantinopel (879/880) eine Einigung. Photios wurde rehabilitiert, das Konzil erkannte die päpstliche Jurisdiktion nur über die Bischöfe des Westens an und bestätigte zugleich einen Ehrenprimat Roms über die übrigen Patriarchate.
Johannes unterstützte den vielfach als Apostel der Slawen bezeichneten Methodios und ließ 880, anlässlich des Besuches Methodios' in Rom, in seiner Bulle Industriae tuae die slawische Sprache in der entsprechenden Liturgie zu: „Der die drei Hauptsprachen Hebräisch, Griechisch und Latein schuf, hat auch alle anderen Sprachen geschaffen zu seinem Lob und Ruhm.“ Dabei nahm er ihn gegen bayerische Interventionen in Schutz, nachdem die slawische Liturgie zunächst untersagt worden war.
Johannes ist der erste von acht mittelalterlichen Päpsten, von denen als gesichert gilt, dass ihr Leben gewaltsam endete. Aus den Quellen lassen sich unterschiedliche Versionen belegen: Entweder starb er im Kampf gegen die Sarazenen am 16. Dezember 882 oder er starb einen anderen gewaltsamen Tod in Rom: Nachdem seine Verwandten zunächst versucht hatten, ihn zu vergiften, sollen sie ihn, als das Gift nicht schnell genug wirkte, mit einem Hammer erschlagen haben.

## Legendenbildungen zum Geschlecht des Papstes
Die Legende, der Papst sei weiblichen Geschlechts gewesen, ist ab dem 13. Jahrhundert nachweisbar und bis in die Gegenwart in Belletristik oder Spielfilmen verbreitet.
Bereits einige Chronisten des Spätmittelalters, wie z. B. Martin von Troppau (1278) und Bartolomeo Sacchi (1479), behaupteten, Johannes VIII. sei eine Frau gewesen. Diese Behauptung entwickelte sich zur Legende der Päpstin Johanna, wofür es keine wissenschaftlich anerkannten Belege gibt. In neuerer Zeit gibt es verschiedene Hypothesen zur Legendenbildung, etwa dass spätmittelalterliche Autoren eine Satire missverstanden hätten, in der Papst Johannes VIII. für sein, wie auch das anderer Päpste, als „weibisch“ empfundenes Verhalten lächerlich gemacht worden sei.